# هاوورتیا
هاوورتیا(نام علمی: Haworthia) نام یک سرده از زیرخانواده علف‌درختان آسفودلویدآ است.
هاوُرتیا یک تیره بزرگ از گیاهان گوشتی کوچک بومی آفریقای جنوبی ( موزامبیک ، نامیبیا ، لسوتو ، سوازیلند و آفریقای جنوبی ) است. این گیاه کاکتوس نیست و جزو ساکولنت ها (گیاهان گوشتی) محسوب می شود و از طریق جدا کردن پاجوش، قلمه برگ، کاشت بذر ، قلمه گل آذین  ، کشت بافت تکثیر می شوند.در ایران هاورتیا گورخری ساده ترین و به نوعی فراوان ترین نوع هاورتیا است.

## مشخصات
این گیاهان آبدار کوچک بسته به نوع رقم برگهایی از قطر 3 سانتی متر تا حدود 30 سانتی متر تشکیل می دهند. این گیاهان معمولاً بدون ساقه هستند اما در بعضی از گونه ها ساقه ها تا 50 سانتی متر می رسند. گل آذین بعضی از گونه ها ممکن است بیش از 40 سانتی متر ارتفاع داشته باشد. گیاهان می توانند به صورت انفرادی رشد کرده و یا به صورت خوشه ای تشکیل شوند. بسیاری از گونه ها برگهای سفت ، سخت و گوشتی دارند و معمولاً به رنگ سبز تیره هستند و وقتی دچار استرس شوند مثلاً از آب بی بهره باشند یا شدت نور ناگهانی افزایش یابد ، رنگ آنها می تواند به قرمز و بنفش تغییر کند. در حالی که گونه های دیگر نرمتر و حاوی پنجره  برگ (Leaf window) هستند. با این سلول های سطحی شفاف نور خورشید  می تواند به بافت های فتوسنتزی داخلی برسد و فرایند فتوسنتز انجام شود.عملکرد اصلی پنجره‌های شفاف روی اپیدرم برگ افزایش جذب انرژی تابشی و در نتیجه افزایش سرعت فتوسنتز است. معمولاً پنجره‌های اپیدرمی که در راس یا انتهای برگها قرار دارد، اجازه می‌دهد نور خورشید بدون هیچ مانعی، حتی هنگامی که گیاه در زیر سطح خاک قرار گرفته‌است مورد استفاده سلول‌ها قرار می‌گیرد.
Haworthia truncata‏، Haworthia cooperi، Haworthia obtusa از نمونه های بارز پنجره برگ هستند. گلهای آنها کوچک و به طور کلی سفید است.

## نگارخانه

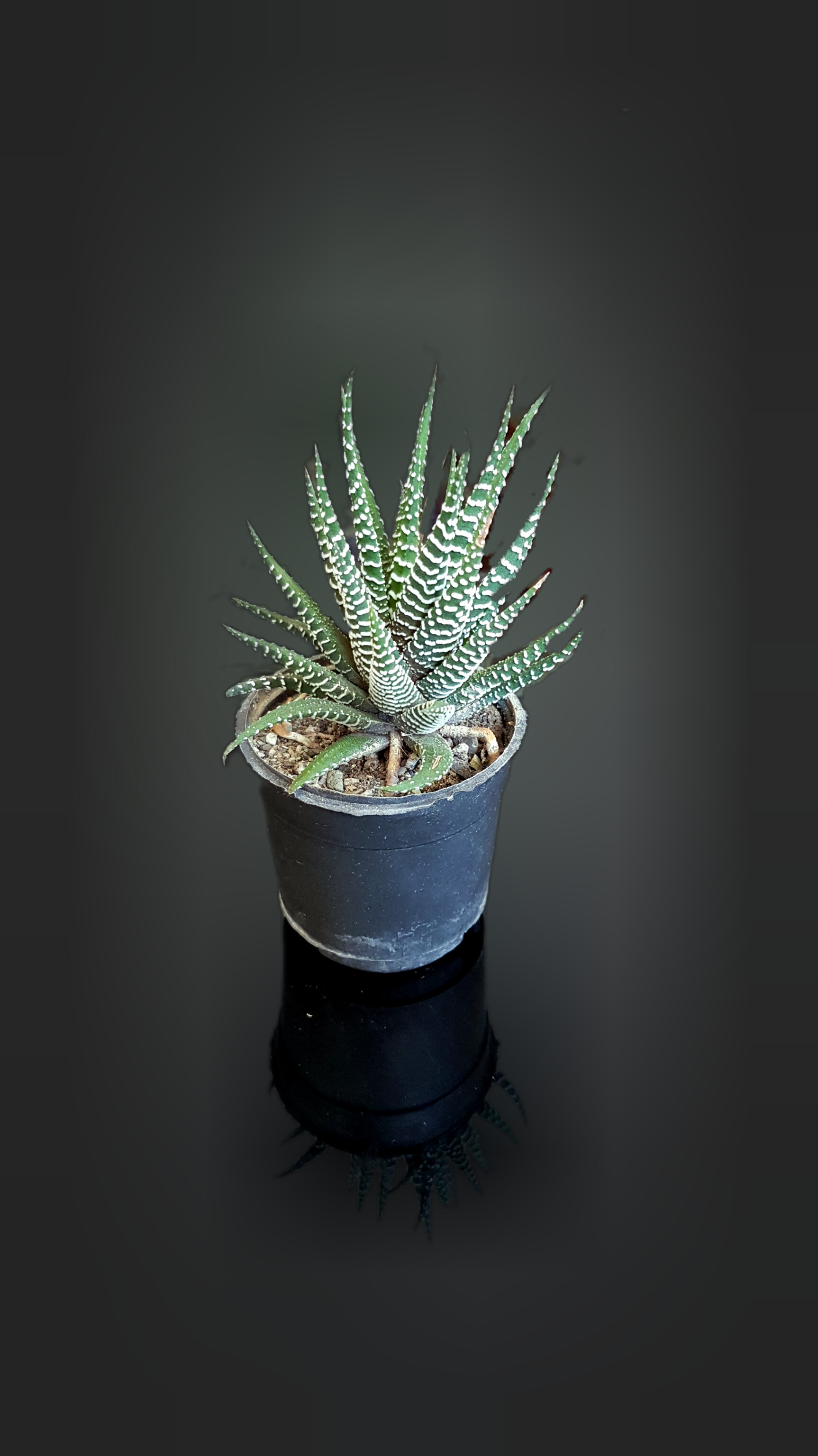

هاورتیا گورخری